# Bracon exsculptor
Bracon exsculptor är en stekelart som beskrevs av Perty 1833. Bracon exsculptor ingår i släktet Bracon och familjen bracksteklar. Inga underarter finns listade.